# Claude Joseph d'Ivory
Claude Joseph d’Ivory, né le 18 novembre 1745, à Mézières, mort le 1er juin 1821 à Donchery, est un militaire, maréchal de camp, devenu à la Restauration, un homme politique, député des Ardennes.

## Biographie
Il sert, sous l'ancien régime, comme officier du génie, dans les armées du roi et se marie assez tard, le 15 octobre 1789 avec Marie Louise Ursule Rault de Ramsault, fille du commandant en chef de l’école royale du génie de Mézières. Il est alors capitaine. Il devient inspecteur général des gardes nationales au département des Ardennes.
Il acquiert en 1790 le domaine du Faucon, à Donchery, mais doit émigrer quelques mois plus tard. Son épouse, Marie Louise Ursule Rault de Ramsault, est arrêtée le 26 septembre 1793, pour avoir passé quelques jours  chez son beau-frère, commandant le château de Bouillon. Elle est emprisonnée pendant la Terreur dans la prison Saint-Pierre à Mézières le 21 avril 1794 puis à la chartreuse du Mont-Dieu. Le domaine du Faucon est mis en adjudication  en avril 1794, comme bien national, et acheté par l’aubergiste de la  commune de Donchery qui le cède à son tour à un prête-nom de Marie Louise Ursule Rault de Ramsault
Il revient en France en 1814, à la première Restauration, avec le grade de maréchal de camp. La Restauration le conduit à se lancer dans la politique.  Le 22 août 1815, il est élu député des Ardennes, avec 91 voix sur 132 votants, et  239 inscrits. Il   siège dans la majorité de la Chambre introuvable. Il est nommé, le 7 février 1816, prévôt à Charleville. Il devient conseiller général des Ardennes le 13 mai de la même année, et reçoit le titre de comte par lettres patentes du  13 janvier 1817.
Il est décédé en son château de Faucon, à l’âge de 75 ans, sans enfants de son mariage.